# Vela nos Jogos Olímpicos de Verão de 2020 - Nacra 17
A classe Nacra 17 da vela nos Jogos Olímpicos de Verão de 2020 foi disputada entre 28 de julho e 3 de agosto de 2021 no Porto de Iates de Enoshima, em Fujisawa. Um total de 40 velejadores (20 de cada gênero) de 20 Comitês Olímpicos Nacionais (CON) participaram do evento.
O título olímpico foi conquistado pela dupla italiana Ruggero Tita e Caterina Banti. A prata ficou com a dupla britânica John Gimson e Anna Burnet, enquanto os alemães Paul Kohlhoff e Alica Stuhlemmer conquistaram o bronze.

## Qualificação
O período de qualificação começou no Campeonato Mundial de 2018 em Aarhus, Dinamarca. Lá, 101 vagas, cerca de 40% do total, foram entregues aos Comitês Olímpicos Nacionais (CON) com as melhores posições em cada classe. Seis vagas estiveram disponíveis nas classes Laser e Laser Radial nos Jogos Asiáticos de 2018 e nos Jogos Pan-Americanos de 2019, enquanto 61 vagas foram distribuídas aos velejadores nos Campeonatos Mundiais de cada classe em 2019. Em 2020 e em 2021, as regatas de qualificação continentais foram realizadas para decidir o restante das vagas, enquanto duas vagas nas classes Laser e Laser Radial foram entregues pela Comissão Tripartite a CONs ainda não representados. Como país-sede, o Japão recebeu vagas em cada uma das 10 classes olímpicas.

## Formato
A prova é composta por doze regatas preliminares e uma de decisão das medalhas (Medal Race). A posição em cada regata se traduz em pontos (os primeiros colocados somam um ponto na classificação, enquanto os décimos, por exemplo, somam 10 pontos), que são acumulados de regata a regata para obter a classificação. Apenas as dez menores pontuações ao fim das doze primeiras regatas avançam para a Medal Race, na qual os pontos obtidos juntam-se aos já acumulados. Cada barco deve excluir uma regata para sua pontuação total, com exceção da Medal Race que não pode ser excluída e sua pontuação conta em dobro.
As regatas desenrolam-se num percurso marcado com boias, que deve ser obrigatoriamente percorrido pelos velejadores conforme as regras do comitê organizador.

## Calendário
Horário local (UTC+9)
| Data →   | Domingo 25 jul | Segunda 26 jul | Terça 27 jul | Quarta 28 jul | Quinta 29 jul   | Sexta 30 jul | Sábado 31 jul |
| -------- | -------------- | -------------- | ------------ | ------------- | --------------- | ------------ | ------------- |
| Nacra 17 | Regatas 1 a 3  | Regatas 4 a 6  | Descanso     | Regatas 7 a 9 | Regatas 10 a 12 | Descanso     | Medal Race    |

## Medalhistas
| Ouro   | ITA Ruggero Tita e Caterina Banti    |
| Prata  | GBR John Gimson e Anna Burnet        |
| Bronze | GER Paul Kohlhoff e Alica Stuhlemmer |

## Resultados
Estes foram os resultados obtidos da competição:
| Pos.              | Velejadores                                         | CON                | Regata | Regata | Regata | Regata | Regata | Regata | Regata | Regata | Regata | Regata | Regata | Regata | Regata | Pontos | Pontos |
| Pos.              | Velejadores                                         | CON                | 1      | 2      | 3      | 4      | 5      | 6      | 7      | 8      | 9      | 10     | 11     | 12     | MR     | Tot.   | Net    |
| ----------------- | --------------------------------------------------- | ------------------ | ------ | ------ | ------ | ------ | ------ | ------ | ------ | ------ | ------ | ------ | ------ | ------ | ------ | ------ | ------ |
| Medalha de ouro   | Ruggero Tita Caterina Banti                         | ITA Itália         | 1      | 3      | 1      | 2      | 5      | 1      | 8      | 3      | 2      | 2      | 1      | 2      | 12     | 43     | 35     |
| Medalha de prata  | John Gimson Anna Burnet                             | GBR Grã-Bretanha   | 7      | 5      | 2      | 1      | 1      | 2      | 5      | 10     | 1      | 5      | 2      | 4      | 10     | 55     | 45     |
| Medalha de bronze | Paul Kohlhoff Alica Stuhlemmer                      | GER Alemanha       | 5      | 1      | 7      | 3      | 3      | 11     | 3      | 2      | 8      | 3      | 6      | 6      | 16     | 74     | 63     |
| 4                 | Lin Cenholt Christian Lubeck                        | DEN Dinamarca      | 8      | 8      | 10     | 7      | 2      | 4      | 13     | 11     | 11     | 1      | 3      | 1      | 4      | 83     | 70     |
| 5                 | Jason Waterhouse Lisa Darmanin                      | AUS Austrália      | 2      | 11     | 4      | 4      | 7      | 8      | 1      | 5      | 4      | 6      | 5      | 8      | 18     | 83     | 72     |
| 6                 | Tara Pacheco Florián Trittel                        | ESP Espanha        | 4      | 6      | 6      | 10     | 6      | 3      | 7      | 1      | 7      | 9      | 13     | 3      | 14     | 89     | 76     |
| 7                 | Santiago Lange Cecilia Carranza                     | ARG Argentina      | 6      | 2      | 5      | 8      | 4      | 6      | 6      | 14     | 10     | 8      | 11     | 9      | 2      | 91     | 77     |
| 8                 | Quentin Delapierre Manon Audinet                    | FRA França         | 18     | 4      | 3      | 5      | 9      | 7      | 10     | 4      | 13     | 7      | 7      | 7      | 8      | 102    | 84     |
| 9                 | Riley Gibbs Anna Weis                               | USA Estados Unidos | 9      | 7      | 12     | 6      | 11     | 13     | 9      | 12     | 5      | 13     | 4      | 5      | 6      | 112    | 99     |
| 10                | Samuel Albrecht Gabriela Nicolino                   | BRA Brasil         | 10     | 14     | 9      | 9      | 10     | 10     | 2      | 7      | 6      | 18     | 10     | 10     | 20     | 135    | 117    |
| 11                | Thomas Zajac Barbara Matz                           | AUT Áustria        | 3      | 10     | 8      | 14     | 13     | 5      | 12     | 13     | 9      | 4      | 12     | 11     |        | 114    | 100    |
| 12                | Micah Wilkinson Erica Dawson                        | NZL Nova Zelândia  | 11     | 12     | 13     | 11     | 8      | 12     | 15     | 9      | 18     | 17     | 8      | 14     |        | 148    | 130    |
| 13                | Sinem Kurtbay Akseli Keskinen                       | FIN Finlândia      | 16     | 9      | 19     | 13     | 14     | 9      | 18     | 8      | 12     | 11     | 9      | 12     |        | 150    | 131    |
| 14                | Emil Järudd Cecilia Jonsson                         | SWE Suécia         | 17     | 13     | 11     | 16     | 12     | 14     | 19     | 16     | 3      | 10     | 16     | 16     |        | 163    | 144    |
| 15                | Shibuki Iitsuka Eri Hatayama                        | JPN Japão          | 12     | 18     | 15     | 12     | 15     | 16     | 14     | 6      | 14     | 19     | 15     | 13     |        | 169    | 150    |
| 16                | Yang Xuezhe Hu Xiaoxiao                             | CHN China          | 15     | 16     | 16     | 18     | 18     | 19     | 4      | 17     | 19     | 15     | 18     | 18     |        | 193    | 174    |
| 17                | Enrique Figueroa Gretchen Ortiz                     | PUR Porto Rico     | 10     | 14     | 9      | 9      | 10     | 10     | 2      | 7      | 6      | 18     | 10     | 10     |        | 135    | 117    |
| 18                | Pablo Defazio Dominique Knüppel                     | URU Uruguai        | 21 DSQ | 15     | 17     | 17     | 17     | 17     | 11     | 18     | 15     | 16     | 17     | 19     |        | 200    | 179    |
| 19                | Nicholas Fadler Martinsen Martine Steller Mortensen | NOR Noruega        | 14     | 17     | 18     | 19     | 19     | 18     | 17     | 15     | 17     | 12     | 19     | 17     |        | 202    | 183    |
| 20                | Mehdi Gharbi Rania Rahali                           | TUN Tunísia        | 19     | 20     | 20     | 20     | 20     | 21 DNF | 20     | 19     | 20     | 21 DNF | 20     | 20     |        | 240    | 219    |

Legenda
| - DSQ = Desclassificação; - DNE = Desclassificação não descartável; - DNF = Não cruzou a linha de chegada; | - DNC = Não compareceu na área de largada; - DNS = Não largou; - STP = Penalidade padrão; | - UFD = Desclassificação por bandeira "U"; - BFD = Desclassificação por bandeira preta; - OCS = Queima de largada. |